# Yeedle Werdyger
Pour les articles homonymes, voir Werdyger.
Yehudah Yeedle Werdyger(1971, Brooklyn-) est un chanteur et un producteur de musique hassidique américain. Il vient d'une famille de chanteurs, étant le fils de Mordechai Ben David, le petit-fils de David Werdyger, le neveu de Mendy Werdyger et le cousin de Yisroel Werdyger.

## Biographie
Yeedle Werdyger est né en 1971 à Brooklyn, New York.

## Discographie

### Albums
- *Together (1993)
- *Laasos Retzon Avicha (1995)
- *Shiru Lamelech (Sing for the King) (1998)
- *Yeedle IV (2002)
- *Lev Echod (One Heart) (2008)
- *A Verdiger Yid (2013)

### En collaboration
- Just One Shabbos (1982)
- Jerusalem All Star Cast (1983)
- The Double Album (1990)
- HASC 5 - A Time for Music (1992)
- Special Moments (1994)
- Solid Gold - Volume 1 (1997)
- Yachad (1999)
- Chazak! - Live at the Jacob Javits Center NY (2011)
- HASC 15 - A Time for Music (2002)
- A Day of Shabbat and Rest (2005)
- Shira Chadasha (2015)
- Shabbos with the Werdyger Family (2006)
- Shabbos With the Werdygers II (2010)
- HASC 26 - A Time For Music (2013)
- Boruch Sholom Blesofsky, Bishvili (2015)

## Production
Yeedle Werdyger est responsable de la production des albums de son père Mendy Werdyger depuis 2001:
- Maaminim Bnei Maaminim
- Kumzitz
- Efshar Letaken
- ' 'Kulam Ahuvim